# Gries Deco Company
Die Gries Deco Company GmbH ist ein deutsches Einzelhandelsunternehmen mit Sitz im unterfränkischen Niedernberg, das unter dem Markennamen Depot ein Filialnetz für Wohnaccessoires und Kleinmöbel betreibt. Konzernobergesellschaft ist die Christian Gries GmbH, ebenfalls mit Sitz in Niedernberg.
Im Juli 2024 bewilligte das Amtsgericht Aschaffenburg ein Schutzschirmverfahren für die Tochtergesellschaft Gries Deco Company.

## Geschichte
1948 gründeten Oskar und Maria Gries in Schöllkrippen die Gesellschaft zur Fabrikation von künstlichen Früchten und Christbaumschmuck. Der Vertrieb erfolgte ausschließlich über den Großhandel. 1969 übernahmen ihr Sohn Michael und dessen Frau Monika die Geschäftsführung und etablierten den eigenen Großhandel. Deren Sohn Christian Gries trat 1993 nach einer Lehre zum Industriekaufmann in das elterliche Unternehmen ein. Zu diesem Zeitpunkt war die wirtschaftliche Lage ungünstig; 260 von 300 Mitarbeitern mussten entlassen werden. In Folge wurde ein Lagerverkauf am Standort Schöllkrippen eingeführt und 1995 in Aschaffenburg die erste Filiale für Endkunden unter der Bezeichnung Das Depot eröffnet. Die Produktion wurde eingestellt und der Großhandel kaufte direkt bei Herstellern in Fernost.

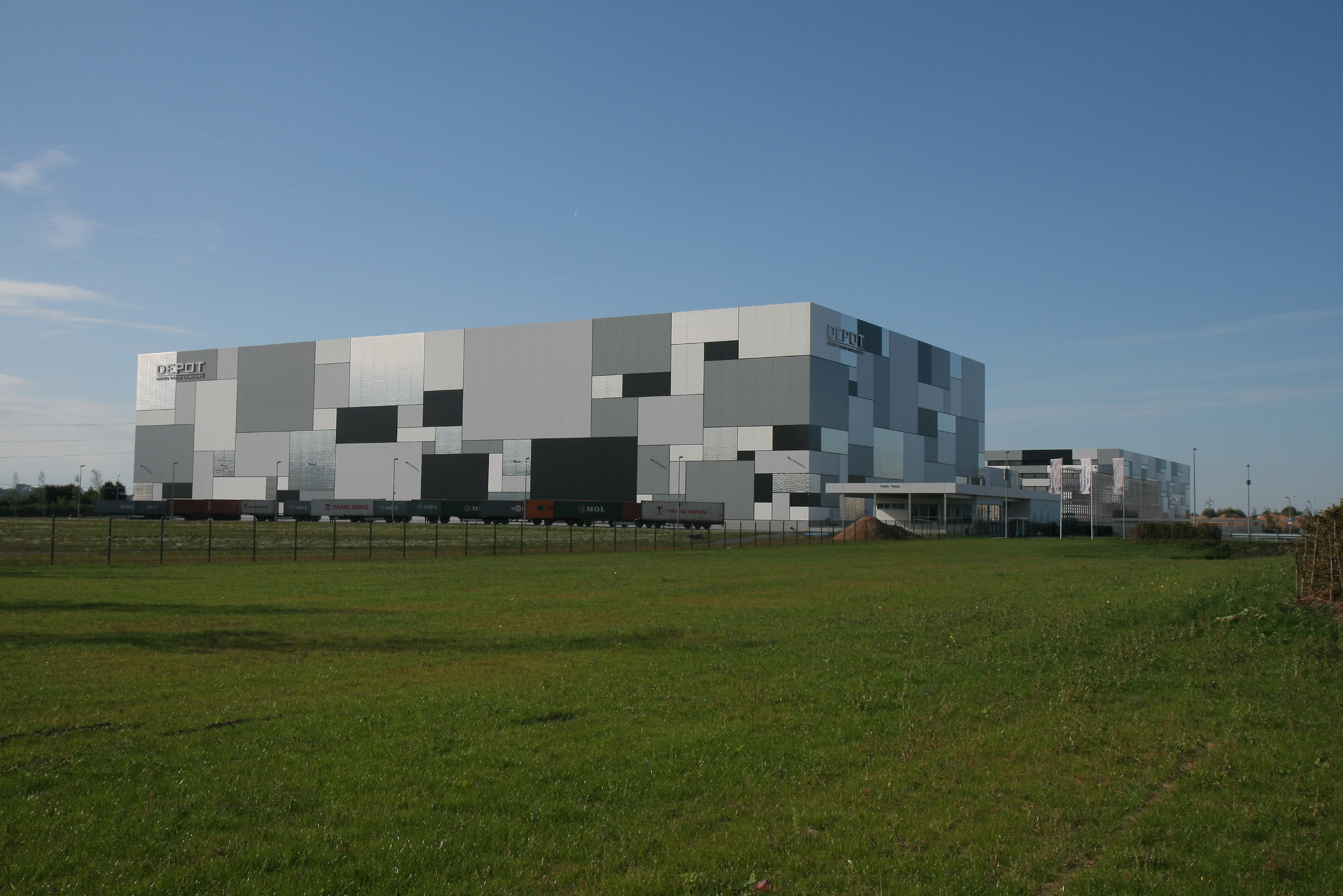
2013 eröffnetes Logistikzentrum in Niedernberg

Im Jahr 2000 übernahm Christian Gries die Geschäftsleitung. 2004 wurden 40 % der Anteile an die Private-Equity-Gesellschaft 3i verkauft. Diese Anteile wurden 2006 zurückgekauft.
Seit 2005 firmieren die Filialen der Gries Deco Company GmbH in Deutschland unter der Marke Depot.
Bereits 2007 wurden 50 % der Anteile an die Private-Equity-Gesellschaft Dawnay Day verkauft, diese ging 2008 in die Insolvenz. Im Zuge dessen wurden die Anteile abermals an Christian Gries zurückverkauft.
2009 erfolgte die Gründung einer Schwesterfirma in Österreich als Depot Handelsgesellschaft mbH mit Sitz in Wien.
Im Januar 2009 erwarb der Migros-Genossenschafts-Bund (MGB) eine Beteiligung von 49,1 % an der Gries Deco Company – als Ergänzung zu den Interio-Wohnboutiquen, die im Co-Branding zu Depot-Interio-Boutiquen umgestaltet wurden. Im Zuge der vom MGB finanzierten Wachstumsstrategie wurde die Beteiligung per 1. Januar 2011 auf 51,1 % aufgestockt. Teil des Programms war die Lancierung eines Online-Shops und die Neueröffnung von 90 Depot-Standorten im Jahr 2012, wobei in der Schweiz das Co-Branding mit Interio aufgegeben wurde. Letztere behielt hierbei die Einrichtungshäuser, während die ehemaligen Wohnboutiquen auf die im Mai 2012 in Winterthur neu gegründete „Depot CH AG“ übertragen und zu reinen Depot-Filialen umgestaltet wurden. Anfang 2013 wurde ein neues, 150.000 m² großes Logistikzentrum in Niedernberg eröffnet. Zudem wurde im Laufe des Jahres die Beteiligung des MGB auf 90 % aufgestockt. Die Beteiligung wurde 2019 von Christian Gries zurückgekauft. Obwohl Transaktionsdetails nicht bekanntgegeben wurden, wird davon ausgegangen, dass der MGB durch die Transaktion gewährte Darlehen in Höhe von rund 400 Mio. Schweizer Franken abschreiben musste.
Von 2008 bis 2013 versiebenfachte sich die Mitarbeiterzahl der Gries Deco Holding GmbH auf über 6.500 Angestellte; allein am Standort der Unternehmenszentrale in Niedernberg waren im Jahr 2010 etwa 400 Menschen beschäftigt. Gab es 2010 noch 206 Depot-Filialen und so genannte Shop-in-shops in Deutschland, der Schweiz und Österreich, stieg die Anzahl 2013 auf 420 Standorte.
Am 22. Oktober 2020 verschmolz die Gries Deco Holding GmbH auf die Gries Deco Company GmbH und erlosch damit.
Am 15. Juli 2024 bewilligte das Amtsgericht Aschaffenburg ein Schutzschirmverfahren für die Gries Deco Company GmbH, für die Standorte in der Schweiz sollte dieses absehbar keine relevanten Auswirkungen haben. In Österreich sei es das Ziel, einen großen Teil der Filialen fortzuführen. Allerdings wurde bereits im März des Jahres die Hälfte der Mitarbeiter beim Arbeitsmarktservice vorangemeldet.
Am 1. August 2024 beantragte auch die österreichische Landesgesellschaft Depot Handels GmbH beim Landesgericht Wiener Neustadt ein Insolvenzverfahren, das am  darauffolgenden Wochenende vom Gericht eröffnet wurde. Laut Creditreform sei keine Sanierung geplant, stattdessen wolle die Alleingesellschafterin, die insolvente deutsche Gries Deco Company GmbH, auf eigene Kosten einen Teil der Filialen erwerben und somit das Unternehmen kurzfristig fortführen.
Am 31. Januar 2025 hat die Depot CH AG mit Sitz in Frauenfeld Konkurs angemeldet. Sämtliche 34 Filialen in der Schweiz stellten den Betrieb nach Ladenschluss ein. Ein paar der Filialen wurden später u. a. von der Drogeriemarktkette Rossmann übernommen.

## Unternehmen

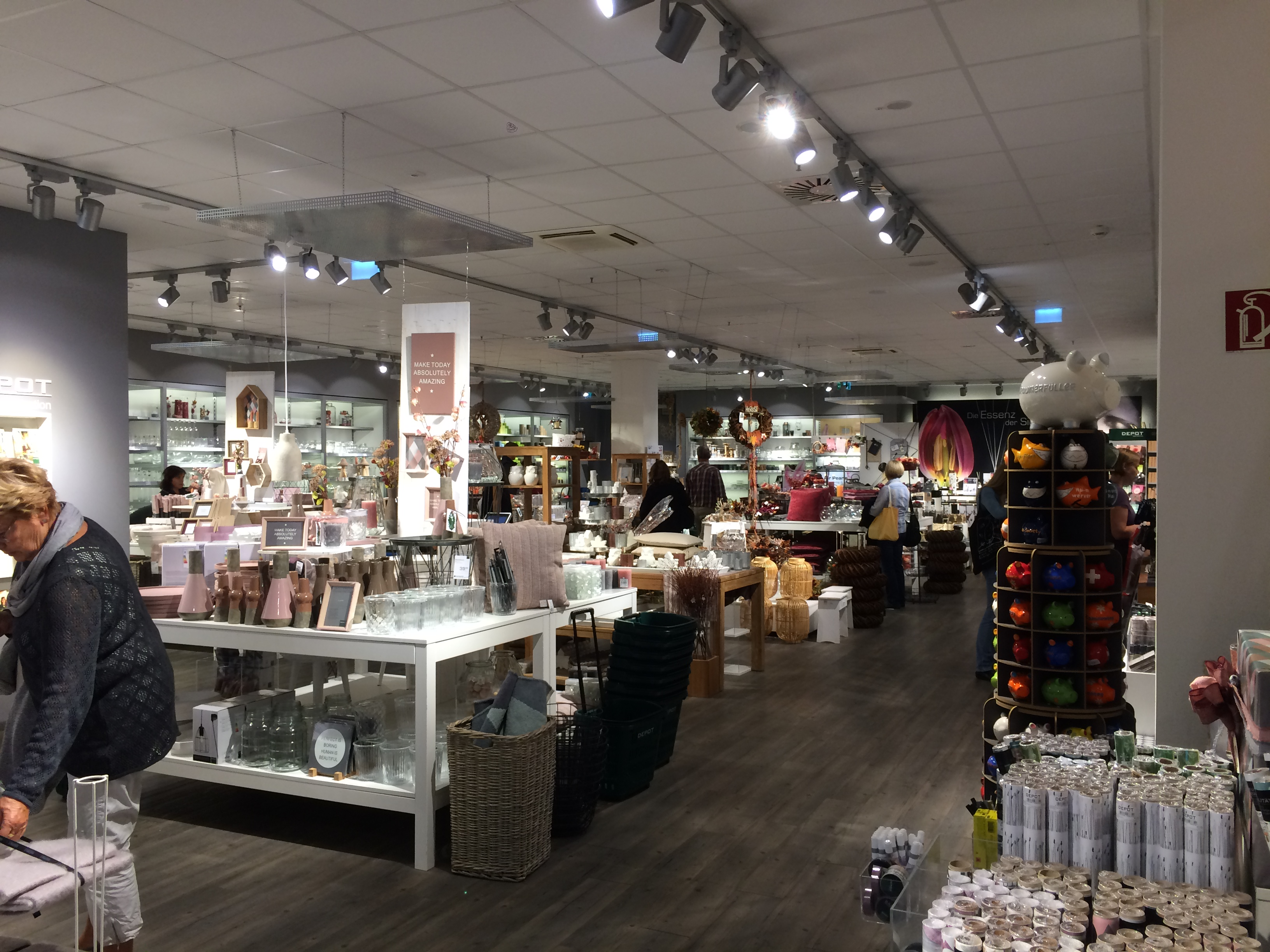
Inneneinrichtung eines Depot-Shops

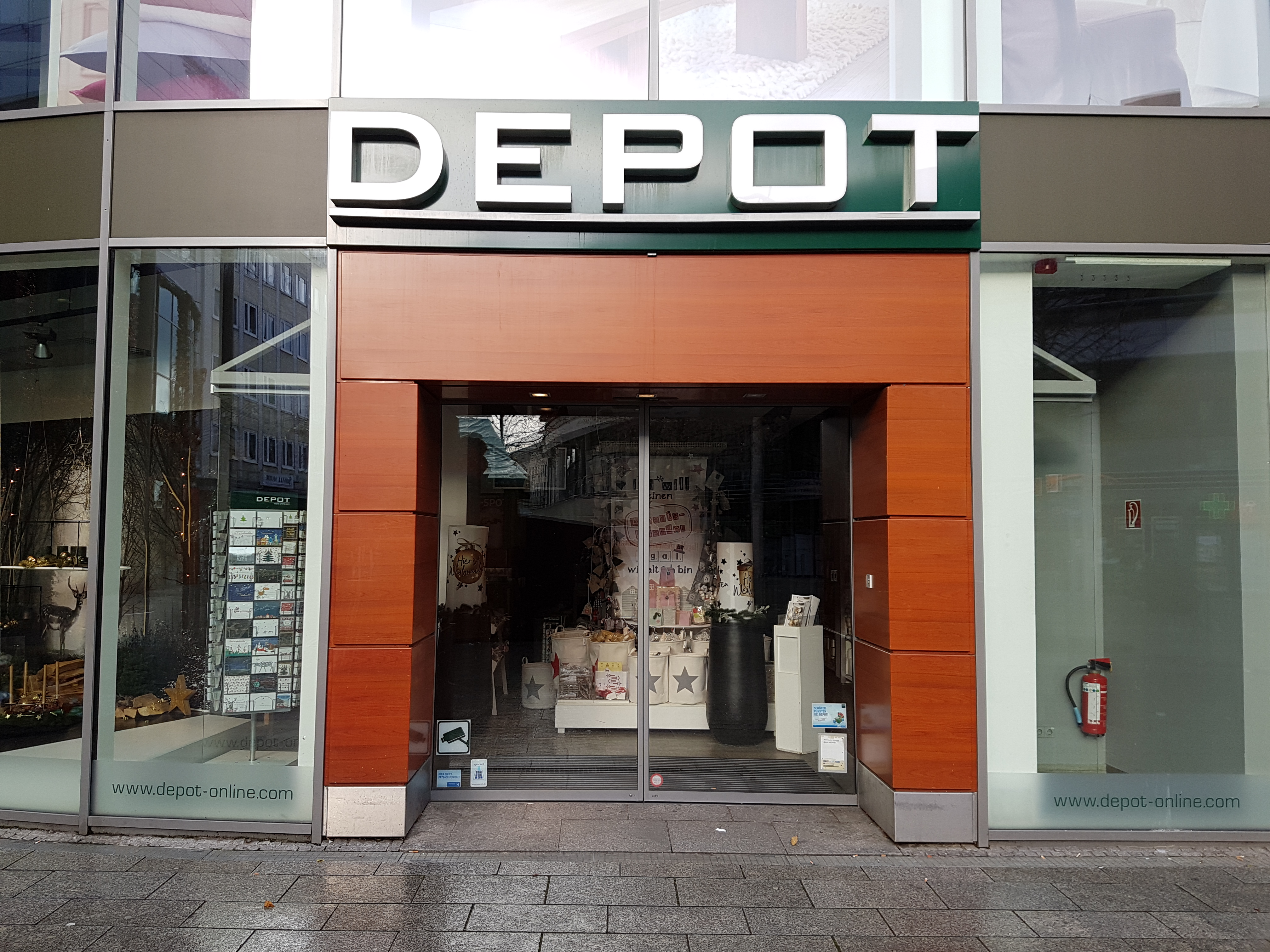
Außenansicht eines Depot-Shops

Die Gries Deco Holding GmbH betrieb über Tochtergesellschaften 500 Einzelhandelsfilialen in Deutschland und mehrere in Österreich sowie mehrere Shop-in-Shops in Möbelhäusern, Warenhäusern und SB-Warenhäusern wie z. B. Karstadt, Wöhrl, Möbel Kraft oder Marktkauf (eine Vertriebsschiene der Edeka). Das Sortiment in den Filialen umfasst besonders Wohnaccessoires, aber auch Möbel für Haus und Garten. Zusätzlich vertrieb das Unternehmen Raumdüfte unter der Marke ipuro.
Ehemalige Unternehmensstruktur:
- Gries Deco Holding GmbH, Niedernberg/Deutschland 2020 mit der Gries Deco Company GmbH verschmolzen und daraufhin gelöscht.[12]
  - Gries Deco Company GmbH, Niedernberg/Deutschland
  - Depot Handels GmbH, Wien/Österreich (Insolvenz)
  - Depot CH AG, Frauenfeld/Schweiz (Konkurs)
  - Gries Deco Buying Hong-Kong Ltd., Hong Kong/Volksrepublik China